# Neoempheria rabelloi
Neoempheria rabelloi är en tvåvingeart som beskrevs av Coher 1959. Neoempheria rabelloi ingår i släktet Neoempheria och familjen svampmyggor. Inga underarter finns listade i Catalogue of Life.